# Joseph Woelfl
Joseph Woelfl est un compositeur et pianiste virtuose autrichien, né à Salzbourg le vendredi 24 décembre 1773 et mort à Londres le jeudi 21 mai 1812.

## Biographie

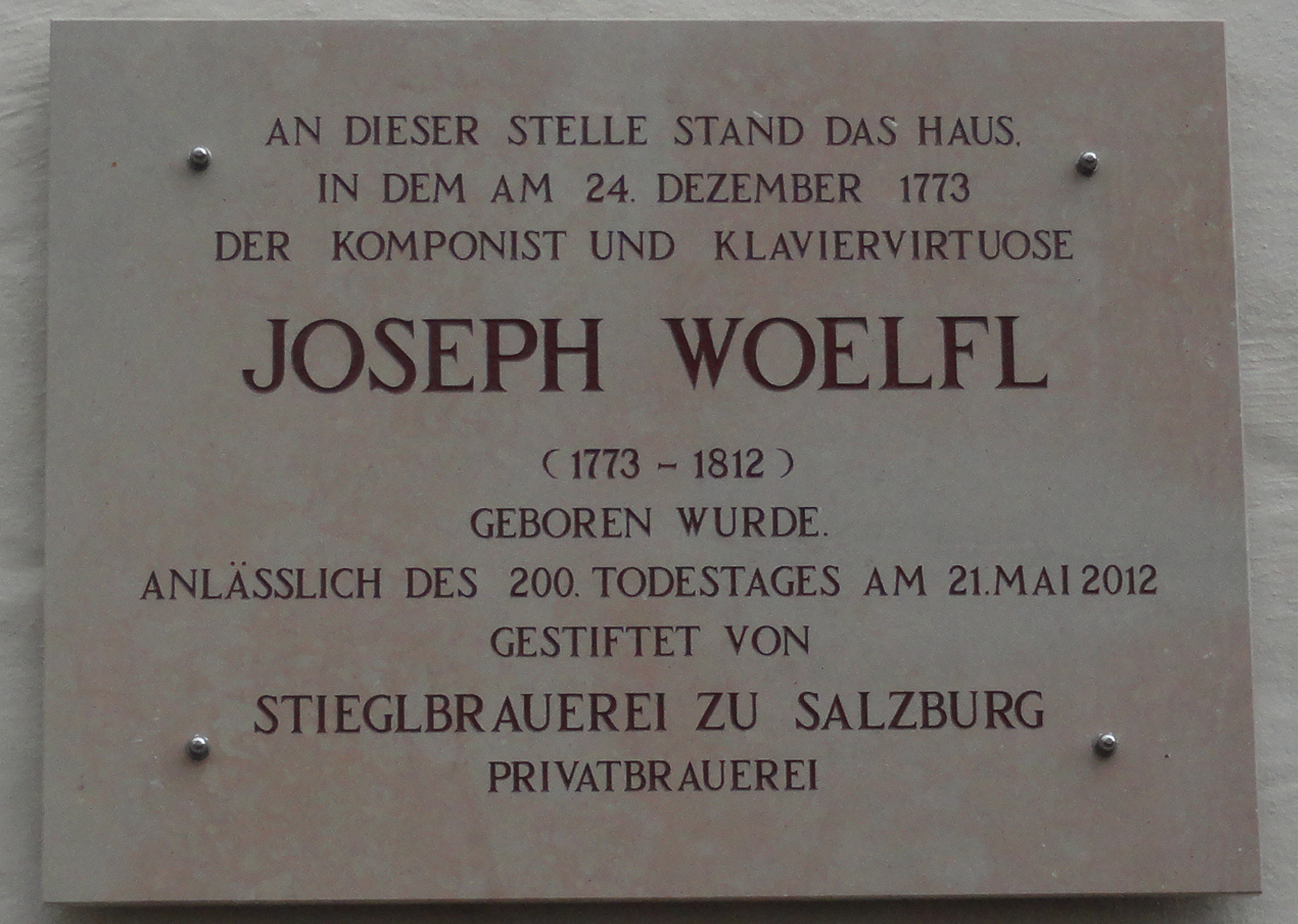
Plaque commémorative à l'emplacement de la maison natale, 2012 (von der Stieglbrauerei gestiftet)

Joseph est le fils de Johann Paul Woelfl, d'abord juriste administratif, « percepteur de la cour » de Hieronimus von Coloredo à Salzbourg, chargé du recouvrement des taxes sur l'alcool et les aliments, puis intendant de l'hôpital St-Johann. Ce qui laisse à penser que la famille vivait dans une relative aisance matérielle.
L'enfant reçut dans sa ville natale l'enseignement de Leopold Mozart (pour le violon notamment) et de Michael Haydn (à la maîtrise de la Cathédrale) respectivement père et frère de deux compositeurs de génie du même nom (Mozart et Haydn). Leopold parle souvent dans sa correspondance de « de Sepperl » de l'intendant (en français « p’tit Jo »). Il fait sa première apparition en public, au violon, à l'âge de sept ans. En 1783 il entre à la Kapellhaus qui est l'école des petits chanteurs de la Cathédrale, où l'enseignement est à la fois musical et général. Il compose son opus 1 à l'âge de treize ans (1786), bien que l'œuvre ne fut publiée qu'en 1795.
Woelfl était très grand (six pieds) et très mince et possédait d'énormes mains qui lui permettaient avec aisance les plus grandes extensions au clavier, jusqu'à l'intervalle de treizième, comme le rapporte le compositeur tchèque Václav Jan Tomášek dans son autobiographie, qui le comparait à un épouvantail. Son caractère joyeux et sociable, lui vaut le surnom de Wölfl (louveteau) extravagant.

### Vienne et Varsovie
C'est en 1790 que son père lui conseille de se rendre à Vienne, pour y parfaire son éducation musicale avec Mozart. Il se lie d'amitié avec Mozart, mais on ignore s'il prend des cours avec ce dernier. Recommandé par Mozart qui l'admirait beaucoup, vers 1792, il entre au service du comte Ogiński à Slonim où sont les terres du comte et Varsovie, où, pendant près de quatre ans, il compose, enseigne la musique et donne ses premiers concerts publics en tant que pianiste. Mais les troubles de 1794, liés à la partition de la Pologne l'obligent à partir : Ogiński perdant ses terres et sa fortune.

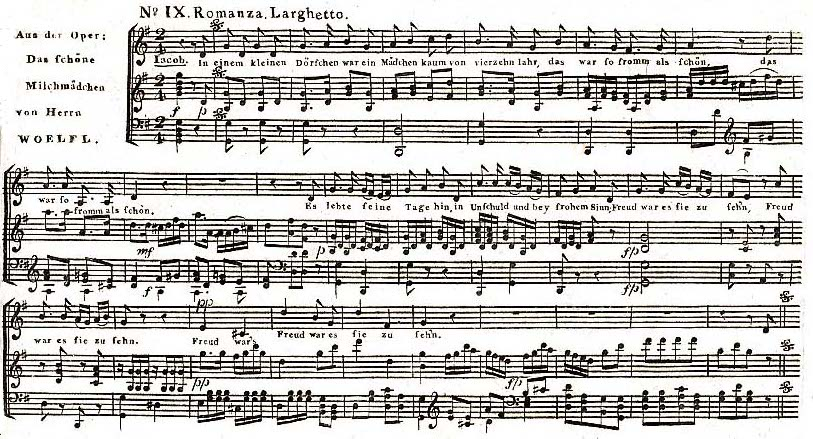
Romanza extraite de l'Opéra « La Belle laitière »

 En 1795, âgé de vingt-deux ans, il revient à Vienne et y monte quelques opéras au Théâtre de Vienne alors dirigé par Schikaneder. À sa création, son Der Hollenberg [« La montagne d'Enfer »] (21 novembre 1795) reçoit un certain succès et est même publié en partition réduite chez Artaria. Suivent bientôt, Das Schöne Milchmächen [« La Belle laitière »] (5 janvier 1797) ; Der Kopf ohne Mann [« La tête sans homme »], un opéra-comique monté à Vienne (3 décembre 1798), puis à Prague ; Das trojanische Pferd [« Le cheval de Troie »] opéra-comique (1799).
En 1798, il épouse Thérèse Klemm, actrice et chanteuse au Théâtre National (National Theater). Mais leur vie commune ne sera que de courte durée.
À la même époque, très impressionné par ses talents d'improvisateur et de compositeur, il dédie à Beethoven, ses sonates opus 6. Les œuvres sont comparées plus au style de Clementi qu'à celui de Haydn ou Mozart. L’Allgemeine musikalische Zeitung — le fameux journal avait été créé la même année — s'en fait écho :

« Elles sont dans l'ensemble à peu près dans la manière des meilleurs travaux de Clementi, mais avec beaucoup plus d'érudition, quoique parfois avec moins de délicatesse. La première sonate est la préférée de l'auteur de ce compte-rendu, bien qu'on y trouve quelque légers souvenir d'une sonate de Mozart. Dans la deuxième, l’Andante mérite une mention spéciale en tant que spécimen de chant simple mais beau. La modulation en si mineur de sa seconde phrase (mesures 11-12) n'est pas seulement surprenante, mais d'un effet très agréable. La troisième sonates se soucie trop peu d'unité.  »

— Allgemeine musikalische Zeitung, Leipzig, 15 janvier 1799
Le duel avec Beethoven
Il devient le principal « rival » de Beethoven, de trois ans son aîné, dans un duel pianistique, comme il y en eut quelques-uns à l'époque, dans les salons de la villa Grunberg du Baron Raimund Wetzlar von Plankenstern, « devant une société nombreuse mais choisie » (Seyfried). L’Allgemeine musikalische Zeitung s'en fait écho :

« Les opinions sont partagées quant à savoir lequel à la préférence du public, toutefois, il semble que la majorité penche en faveur de [Woelfl]. [...] Le jeu de Beethoven est très brillant, mais moins délicat et se rend coupable d'imprécision. Il est à son plus grand avantage dans l'improvisation. [...] Sur ce plan, Woelfl n'est pas à sa hauteur. Mais Woelfl a pour lui de réussir des traits qui paraissent impossibles avec une aisance, une précision et une netteté vraiment surprenante (ce en quoi il est aidé par une grande dimension de ses mains), et de toujours jouer (en particulier les Adagios) de façon si plaisante et insinuante que non seulement on admire, mais on éprouve du plaisir. Rien d'étonnant que Woelfl tire avantage de ses manières aimables, par opposition au caractère quelque peu hautain de Beethoven. »

— Allgemeine musikalische Zeitung, Leipzig, 22 avril 1799.
Ignaz von Seyfried (1776–1841), le créateur de Fidelio, rapporte dans le Ludwig van Beethoven's Studien (écrit conjointement avec Haydn et Albrechtsberger et publié en 1832), plus de trente ans après les faits :

« Assis face à deux pianoforte, ils improvisaient parfois alternativement sur des thèmes qu'ils se donnaient l'un à l'autre et créèrent ainsi plus d'un caprice à quatre mains qui, s'ils avaient pu être notés à l'instant, aurait assurément défié le temps. Sous le rapport de l'habilité mécanique il eut été difficile, impossible peut-être, d'adjuger la palme à l'un des rivaux : et cependant la nature avait traité bien favorablement Woelfl, en lui donnant des mains d'une grandeur si prodigieuses qu'il atteignait des dixièmes aussi facilement que d'autres peuvent embrasser des octaves, et qu'il pouvait exécuter des deux mains de longs passages à cet intervalle avec la rapidité de l'éclair. »

— Ignaz von Seyfried
Les deux hommes semblent se respecter mutuellement, et leur « rivalité » ne pas nuire à une amicale et cordiale joute : 

« Il se respectaient, car ils étaient les mieux placés pour s'apprécier. [...] Pour que le génie de Beethoven ait pris plaisir à ces tournois maintes fois renouvelés, pour qu'il ait accepté de partager avec son rival les faveurs du monde musical viennois, il fallait en vérité que ce Woelfl possédât de magnifiques ressources, une instruction des plus solides jointe à un tempérament des plus rares. »

— Ignaz von Seyfried
Quelques années plus tard lors d'un voyage à Vienne, Ignaz Pleyel rendit compte de ses sentiments dans une lettre : 

« Enfin, j'ai entendu Beethoven. Il m'a fait grand plaisir en préludant. Il ne prélude pas froidement comme Woelfl, il fait tout ce qui lui vient dans la tête et il ose tout. »

— Ignaz Pleyel, Lettre à sa mère, 1805.

### Paris
Dans les années 1799 à 1801, le pianiste se produisit à Prague (mars 1799), Brno, Dresde, Mayence, Leipzig, Hanovre, Brunswick, ou Berlin « et partout excitait l'admiration » (Fétis), notamment pour ses facultés de déchiffrage à vue : les Pragois furent longtemps conquis par une œuvre de Mozart écrite sur un système à quatre portées réduit sans hésitation par Woelfl ; ou ses improvisations : à Hambourg on le compare à Carl Philipp Emanuel Bach : 

« on entend beaucoup de ses phrases, passage et trilles favoris, auxquels il a de toute évidence porté la plus grande attention. Il répète souvent certaines phrases, alors rarement exécutées avec un succès total. Bach ne jouait pas autant ni avec la même diversité que Woelfl, mais je ne l'ai jamais entendu commettre ce genre d'erreur. »

À Dresde, Ernst Ludwig Gerber, un lexicographe, rapporte qu'en mai 1799, Woelfl dut jouer son concerto opus 43, transposé en ut dièse à cause d'une faute de l'accordeur . Ce qui montre la maîtrise et le talent du musicien …
En septembre 1801, Woelfl s'établit en France, à Paris. Il apparaît dans un concert public le 14 février 1802. Le journal de Paris le qualifie de « plus grand pianiste d'Europe » : 

« On a entendu dans des sociétés particulières à Paris le fameux Woelfl, l'un des hommes les plus étonnants de l'Europe sur le piano et l'on assure que dans le courant de l'hiver prochain les amateurs pourront l'entendre dans les concerts publics. »

— Le journal de Paris, 28 octobre 1801.
Les Français l'appellent Monsieur Wolf. Il est fort apprécié autant pour ses talents de pianistes que de compositeur. L'éditeur Naderman publie son premier concerto pour piano en 1802 et le deuxième l'année suivante.
Durant l'hiver 1802–1803, il effectue une tournée en Belgique et aux Pays-Bas.
Son opéra-comique français, L'Amour romanesque est présenté à Paris, au Théâtre Feydeau le 3 mars 1804, avec un grand succès (pas moins de sept représentations). À la même époque il compose aussi des duos pour le pianoforte et la harpe, opus 29 et 37 ; ce dernier est dédié à son ami le grand harpiste français François-Joseph Dizi, qui lui-même arrangea pour flûte et harpe un Pas de deux extrait du ballet Alzire.
Les raisons de son départ soudain de France pour l'Angleterre, ne sont pas connues. Il se pourrait que l'accueil tiède de son Fernando ou les Maures (Théâtre Feydeau, 11 février 1805, représentation unique) en soit la cause, en dépit du succès dont il jouissait habituellement. L'on a aussi estimé qu'il ait pu être mêlé à un scandale via son ami Ellenreich ; ou bien, selon Schilling, qu'il aurait suivi l'impératrice Joséphine, dont il était maître de musique, en Suisse et de là au Royaume-Uni ce qui est infirmé par le fait qu'elle n'a pas quitté la France …

### Londres
En mai 1805, il est accueilli à Londres triomphalement (concert du 27 mai 1805). C'est dans la capitale anglaise qu'il acquiert une grande notoriété, avec des œuvres comme son Concerto pour piano n° 4 « The Calm », qui fut donné quatre fois en l'espace de deux mois. Pendant cette période furent aussi créé ou une symphonie, deux ballets au (Haymarket) King's Theatre. Selon Fétis, il reste isolé par rapport à la société des artistes malgré ses talents, disparaissant, seul, dans la misère et méconnu... et nous ne connaissons rien des motifs. Selon d'autres, plus vraisemblablement, il reste dans une position enviable, toujours au contact avec les meilleurs compositeurs, musiciens ou personnalités ; pour preuves, les abondantes dédicaces de ses œuvres : par exemple Johann Peter Salomon ou Clementi. En outre, il tirait bon prix de ses opus :

« Jusqu'à présent, je n'ai encore aucune raison de quitter ce pays ; j'ai toujours beaucoup de travail, mes prix, tant pour les leçons que pour les compositions, sont les plus élevés que l'on peut espérer ici. C'est pourquoi je suis toujours fort gai et je me divertis autant que je peux. »

— Joseph Woelfl, Lettre à Härtel, mars 1807
Il se consacre à l'enseignement et eut pour élèves le distingué Cipriani Potter futur directeur de la Royal Academy of Music et, en écriture, le compositeur et pédagogue anglais Charles Naete, qui lui dédia sa grande Sonate opus 1 (1808) et fut cofondateur de la Philharmonic Society. Ses élèves le décrivent comme exigeant, mettant l'accent sur une technique rigoureuse.

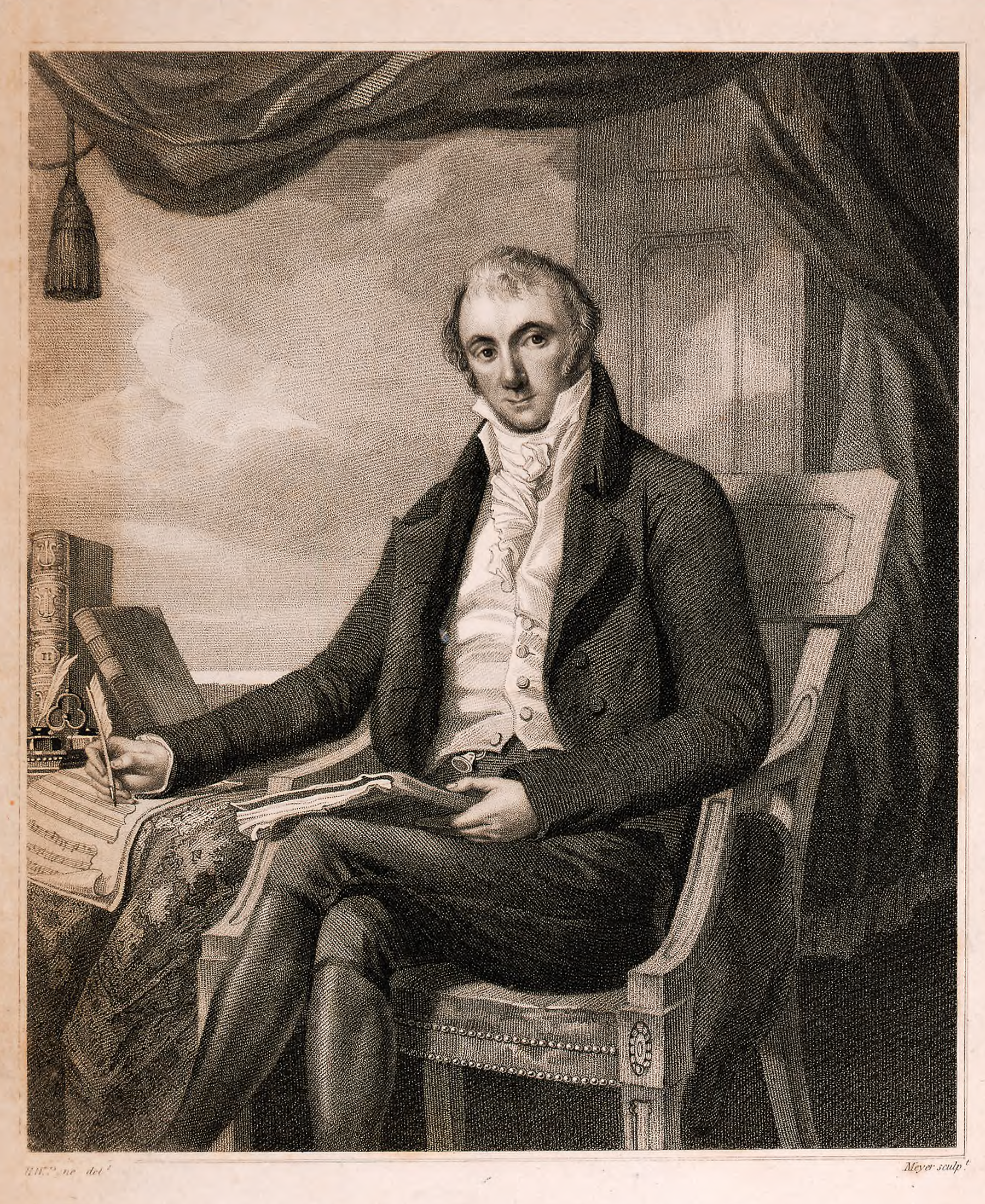
Joseph Woelfl (Gravure de Meyer, 1811)

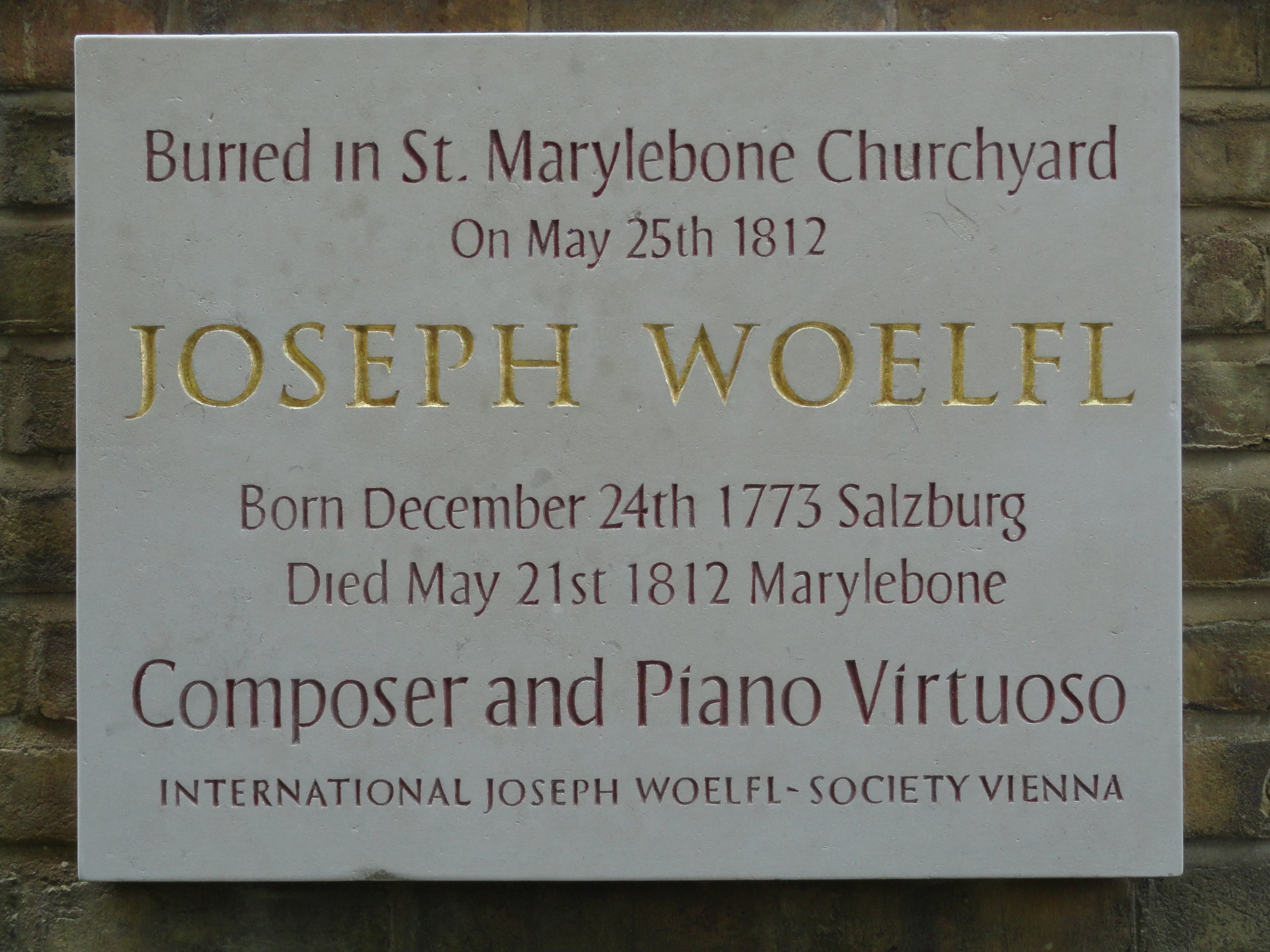
Plaque Woelfl (2012) à Londres Mary-le-bone (de sa mort))

En 1808 paraît la grande sonate pour pianoforte, opus 41 intitulée « Nec plus ultra » en raison de ses difficultés techniques, et où figurent des variations sur « Life let us cherish », texte du poète suisse Johann Martin Usteri (en) (1763-1827) et thème de Mozart. Son concurrent Dussek – ou plutôt ses éditeurs – qu'il avait rencontré à Hambourg en 1799, à la faveur d'une réédition, rebaptisent ironiquement « Plus Ultra » sa Sonate pour piano opus 64 (C. 221), « Le retour à Paris ».
En 1808 à Leipzig, les éditions Breitkopf & Härtel publient les deux symphonies opus 40 et 41.
Joseph Woelfl meurt subitement, à Great Marylebone Street, à Londres, âgé de seulement de trente-huit ans, le jeudi 21 mai 1812. Le Morning Chronicle l'annonce le 23 mai. Mais pendant deux ans encore, peut-être à cause du blocus continental imposé par Napoléon, qui empêche le journal de rendre compte de la vie musicale de Londres, ou bien par suite des circonstances inconnues, l’Allgemeine musikalische Zeitung maintenait qu'il était encore en vie ; ce n'est qu'en 1816 que ce journal annonce officiellement le décès du célèbre musicien. Sa disparition précoce fut à la source de nombreuses histoires plus ou moins rocambolesques. Sa veuve, se remaria avec un hautboïste à Francfort.

## Style
Le style des œuvres de Joseph Woelfl oscille entre Mozart, Haydn, Clementi et même Schubert ; à l'audition cependant, il ressort surtout une forte personnalité, et toute comparaison tombe... Même si Kretzschmar le décrit : « plaisant, aimable, quelquefois intimiste, mais négligent et sans originalité. »
Bien que Joseph Woelfl ait voulu se construire une réputation de compositeur d'opéras, son Der Hollenberg par exemple souffre de la médiocrité du livret de Schikaneder.
Ses œuvres pour piano ont été jouées plusieurs dizaines d'années après sa disparition et ce n'est que lors de l'apparition de virtuoses de la génération de Schumann que ses pièces se sont enfoncées dans la nuit de l'histoire... avant que les disques de la pianofortiste Laure Colladant ne les redécouvrent enfin. Sa sonate pour flûte opus 35 en revanche a été considérée comme à la hauteur des artistes amateurs et a traversé le temps.
De la même génération que Beethoven, Woelfl incarne une époque de mutation instrumentale profonde, qui passe du clavecin au pianoforte jusqu'au moderne piano et un chaînon dans l'invention du virtuose romantique (par exemple Liszt). Sa méthode constitue d'ailleurs sans doute le socle du piano virtuose du XIXe siècle.

## Catalogue des œuvres
Le catalogue de J. Woelfl comprend aussi des mélodies, des danses et une méthode de pianoforte intitulée : « School for the pianoforte » comprenant une centaine d'études. Certains opus sont utilisés plusieurs fois pour différentes œuvres comme l'opus 25, ce qui ne facilite pas l'établissement d'un catalogue, qui comprend environ 350 œuvres.
| Piano | Deux pianos | Chambre | Trios | Quatuors à cordes | Concertos | Symphonies | Ballets | Mélodies | Opéra | Autre |
| ----- | ----------- | ------- | ----- | ----------------- | --------- | ---------- | ------- | -------- | ----- | ----- |

### Piano
Une soixantaine de sonates en tout
- Deux Sonates op. 1 (vers 1786, éd. Johann André, Offenbach 1795)
- Trois Sonates op. 3 (1797, éd. Vienne, sans date)
- Trois Sonates op. 6 (Éd. Augsbourg, 1798, dédiées à Beethoven)
  - no 1 en la mineur (Allegro - Adagio ma non troppo - Presto. Rondo)
  - no 2 en ré majeur (Allegro - Andante con variations - Rondo. Allegro)
  - no 3 en la majeur (Allegro - Largo - Finale. Presto)
- Trois Sonates op. 15 (1798-1800, éd. Brunswick, sans date, dédiées au Prince Louis Ferdinand) 
  - no 1 en mi-bémol majeur (Allegro - Largo, Prestissimo, Largo, Prestissimo)
  - no 2 en si-bémol majeur (Allegro - Andante - Scherzo. Allegro, Trio - Finale. Allegretto, Thème & variations)
  - no 3 en mi majeur (Allegro moderato - Andante - Finale. Allegro)
- Sonates op. 19
- Trois sonates op. 22 (avant le 3 décembre 1802, éd. Leipzig, sans date)
- Sonate en ut mineur, op. 25 (1803, Éd. Nägeli, 1805) (Introduzione. Adagio - Fuga. Allegro - Sonata : Allegro molto - Adagio - Allegretto)
- Sonate op. 27 (avant août 1805, éd. Paris, sans date - Allegro - Adagio - Presto - Maggiore)
- Trois Sonates op. 28 (Éd. Offenbach, Paris 1805, dédié à la Comtesse de Borosdin)
  - no 1 en sol majeur (Allegro - Andante - Allegro molto)
  - no 2 en ré majeur (Andante. Tema con variazioni - Minore - Rondo)
  - no 3 en si mineur (Allegro - Adagio - Presto)
- Trois Sonates op. 33 (1805-07, éd. Breitkopf & Härtel, Leipzig, sans date ; Clementi, Londres)
  - no 1 en ut majeur (Allegro con Spirito - Andante con moto - Rondo. Allegro molto)
  - no 2 en ré mineur (Allegro - Andante - Alla Polacca)
  - no 3 en mi majeur (Allegro - Andante Cantabile - Rondo. Allegretto)
- Sonates op. 36 (Londres, 1806)
- Sonates op. 38 (avant mars 1808, éd. Offenbach, sans date)
- Sonate Non Plus Ultra, op. 41, avec air & variations sur « Life let us cherish » (Nägeli's song Freut euch des Lebens) (avant mars 1808, éd. Offenbach, sans date ; J. Lavenu, Londres, dédiée à Miss E. Binny)
- Sonate op. 50 « Le diable à quatre » (Éd. Offenbach, sans date)
- Trois sonates op. 53 (Éd. Offenbach, sans date)
- Trois sonates op. 54 (Éd. Offenbach, sans date)
  - no 1 en sol majeur (Andante - Allegro - Tema - Andante et 6 variations)
  - no 2 en la mineur (Allegro moderato - Menuetto gracioso - Rondo Allegro)
  - no 3 en ré majeur (Allegro Risoluto - Andante con moto - Finale Presto)
- Trois sonate op. 55 (Éd. Offenbach, sans date)
- Sonate op. 58 (Éd. Leipzig, sans date)
- Sonate op. 60 (Éd. Offenbach, sans date)
- 2de divertissement, op.61 (Offenbach, sans date)
- Sonate op. 62 (Éd. Offenbach, sans date)
- Grande Sonate en ut mineur (Allegro molto - Adagio - Allegretto)

Des pièces détachées tels que Fantaisies, Rondos, Fugues ou préludes, dont :
- Fantaisie & Fugue pour pianoforte, op. 9 (1803, dédié à Monsieur de Sermentot)
- Divertissement Venus en voyage, op. 59 (avant 1812, éd. Leipzig & Berlin, sans date)

15 thèmes variés dont :
- Neuf variations sur l'Air de Figaro par Mozart : Se vuol ballare Signor Contino (Éd. Hoffmeister, Vienne)
- Des valses (Éd. Breitkopf & Härtel, Leipzig)

Deux pianos
- Grand Duo pour deux pianos, op. 37 Andante Et Deu (Éd. Érard, Paris)

### Musique de chambre

#### Duos
19 sonates pour piano et violon
- Trois Sonates pour pianoforte et violon, op. 2 (1796, éd. à Vienne, sans date)
- Trois Sonates pour pianoforte et violon, op. 7 (1800, éd. à Vienne, sans date)
- Sonates pour pianoforte et violon, sur des thèmes de la Création de Haydn op. 14 (avant le 4 mai 1801, éd. Breitkopf & Härtel, Leipzig 1801)
- Deux Sonates pour pianoforte et violon, op. 18 (Éd. Sicher, à Paris)
  - no 3, Fantaisie
- Deux Sonates pour pianoforte et violon, op. 19, (avant août 1804, éd. Leipzig, sans date)
- Trois sonates progressives, op. 24 (1803, éd. à Paris, sans date)
- Deux Sonates pour pianoforte et violon (accompagnement de violoncelle), op. 25 (avant août 1803, éd. Vienne, sans date)
- Sonate pour pianoforte et violon op. 28 / op. 27 no 3 (avant août 1803, éd. à Paris, sans date, Offenbach (comme op. 28))
- Trois Sonates pour pianoforte et violon, op. 34 (Éd. Breitkopf & Härtel, à Leipzig)
- Trois Sonates pour pianoforte et violon, op. 35
- Trois Sonates pour pianoforte et violon, op. 47 (Éd. Londres, 1806)
- Trois Sonates pour pianoforte et violon (accompagnement flûte et violoncelle), op. 48 (avant septembre 1810, éd. Leipzig, sans date)
- Sonate pour pianoforte et violon, op. 67 (Éd. Offenbach, à Paris, sans date)
- Sonate pour pianoforte et violon, op. 68

Violoncelle
- Grand Duo (Sonate) pour violoncelle et piano en ré mineur, op. 31 (Éd. Érard, à Paris 1805, dédié à Madame Hollander) (Largo - Allegro molto - Andante - Finale. Allegro)

Harpe
- Duos pour pianoforte et harpe en fa majeur, op. 29 (Éd. à Paris 1804, dédié à Madame Cléry) (Largo-Allegro, Andante, Rondo)
- Duos pour pianoforte et harpe en si-bémol majeur, op. 37 (Éd. à Paris 1805, dédié à Dizi) (Allegro moderato, Andante, Rondo)
- Duos pour pianoforte et harpe en mi-bémol majeur, op. 44 (Londres, 1807) (Adagio-Allegro, Andante [un poco allegretto], Finale)

Flûte
- Six sonates pour piano avec accompagnement de flûte, op. 11 (avant le 3 mars 1800, éd. Leipzig, sans date)
- Sonate pour flûte et pianoforte, op. 13 (Éd. Diabelli, à Vienne)
- Sonate pour flûte et pianoforte en ré majeur, op. 27 (Allegro - Polonaise)
- Six Sonates pour flûte (ou violon) et pianoforte, op. 34 (avant mars 1807, éd. Leipzig, sans date)
- Trois Sonates pour flûte et pianoforte, op. 35 (avant août 1807, éd. Leipzig, sans date)

#### Trios
- Trois grands trios pour pianoforte, violon et violoncelle, op. 5 (dédié à Joseph Haydn, Éd. Augsbourg chez I. C. Gombart et Comp.)
- Trois grands trios pour pianoforte, violon et violoncelle, op. 23 (Éd. Erard, Paris 1800)
- Deux Trios pour clarinette et basson (Éd. Steiner, Vienne)

#### Quatuors à cordes
- Trois quatuors op. 4 (Éd. Offenbach, Paris 1796 et 1797, rééd. 1798 et 1805 - dédié à Leopold Staudinger)
  - no 1 en ut majeur (Allegro - Allegretto - Menuetto e Trio - Finale. Prestissimo)
  - no 2 en fa majeur (Allegro - Andante con moto - Menuetto. Allegro - Finale. Allegro ma non troppo)
  - no 3 en ut mineur (Allegro - Menuetto, Trio - Adagio ma non troppo - Finale. Presto)
- Trois quatuors op. 10 (Éd. Naderman, Paris 1799 - dédié au comte Maurice de Fries)
  - no 1 en ut majeur (Allegro moderato - Andante - Menuetto - Allegro)
  - no 4 en sol majeur (Allegro - Menuetto. Allegro - Andante - Prestissimo)
- Trois quatuors op. 30 (Éd. Érard, Paris 1805)
  - no 1 en mi-bémol majeur (Allegro - Adagio - Minuetto. Allegro - Finale. Allegretto)
  - no 2 en ut majeur (Allegro - Minuetto. Allegro - Adagio ma non troppo - Finale. Allegro)
  - no 3 en ré majeur (Allegro - Minuetto. Allegro - Andante un poco Allegretto - Prestissimo)

### Concertos
7 Concertos pour piano
- Concerto no 1 en sol majeur, op. 20 (Éd. Naderman, Paris vers 1801/03) [14] - Dédié à Friedrich Heinrich Himmel (1765-1814).
- Concerto no 2 en mi majeur, op. 26 (avant 1803, éd. Imbault à Paris ; Leipzig, sans date)
- Concerto no 3 en fa majeur, op. 32 (avant juin 1805, éd. Naderman à Paris)
- Concerto no 4 en sol majeur, op. 36 « Le calme » (avant juillet 1807, éd. Breitkopf à Leipzig 1808)
- Concerto no 5 en ut majeur, « Grand Concerto militaire » op. 43 (comp. 1799 ? - Éd. Johann André 1810, Clementi, éd. Offenbach 1816) - L'instrumentation emploi une trompette
- Concerto no 6 en ré majeur, « Le Coucou » op. 49 (Allegro moderato - Andante - Allegro molto « Le coucou ») (avant octobre 1810, éd. Breitkopf & Härtel à Leipzig 1811) - Le nom provient de l'intervalle de tierce répété deux fois, dans le troisième mouvement.
- Concerto no 7 en mi majeur, op. 64 (Allegro Moderato - Andante - Rondo. Allegro) (Éd. Breitkopf & Härtel, Leipzig 1808 - Londres, 1812)

Autres
- Concerto da camera en mi majeur pour piano solo, deux violons, flûte, alto et violoncelle (Éd. Offenbach, sans date)
- Concerto pour violon et piano (vers 1800–01 - perdu ?)

### Symphonies
Une troisième symphonie n'a pas été conservée.
- Symphonie en sol mineur, op. 40 (Éd. Breitkopf, Leipzig 1803, dédiée à Luigi Cherubini) (Largo. Allegro - Minuetto - Andante con moto - Finale. Presto)
- Symphonie en ut majeur, op. 41 (avant mars 1808, dédiée à Johann Peter Salomon) (Allegro - Andante - Minuetto - Finale. Allegro assai)
- Ouverture en ré

### Ballets
- La Surprise de Diane ou Le Triomphe de l'amour, WoO 41 (Londres, Haymarket, 21 septembre 1805) texte de Rossi (éd. Londres, 1806)
- Alzire, WoO 44  (Londres, Haymarket, 27 janvier 1807) texte de Rossi d'après la pièce éponyme de Voltaire (Alzire ou les américains, 1736)[15] (éd. Londres, vers 1810)

### Mélodies
- Douze chants avec accompagnement de piano (textes de A. von Imhof, Ramler..., éd. Leipzig, 1799)
- An Lina
- In einem kleinen Dörfchen, romance
- Auf die Namensfeier des Erzherzogs Karl pour soliste et chœur
- Six chansons anglaises (Éd. Londres, vers 1804)

### Opéra
- Der Höllenberg, opéra comique et héroïque en 2 actes, WoO 2 (Vienne, Theater auf der Wieden, 21 novembre 1795) sur un livret de Schikaneder (éd. Vienne et Brunswick sans date)
- Das Schöne Milchmächen, oder Der Guckkasten, Singspiel en 2 actes, WoO 3 (Vienne, Theater auf der Wieden, 5 janvier 1797) texte de Joseph Richter (de) (1749-1813)
- Der Kopf ohne Mann, Singspiel en 2 actes, WoO 6 (Vienne, Theater auf der Wieden, 3 décembre 1798) texte de Joachim Perinet (de) (éd. partielle dans le Leipziger Zeitung, i/30
- Liebe macht kurzen Prozess, oder Heirat auf gewisse Art, WoO 12 (Vienne, Theater auf der Wieden, 26 mars 1798) Pasticcio sur un texte de Joachim [Ferdinand] Perinet d'après Johann Rautenstrauch (1746-1801), avec F. X. Süßmayr, Joh. Henneberg, M. Stegmayr, Hoffmeister, Seyfried, J. Haibl et Joseph Triebensee (1772-1846).
- Das trojanische Pferd, opéra-comique, WoO 25 (Hambourg, 1799) sur un texte de Heinrich Gottlieb Schmieder (de) (1763–1811)
- L'amour Romanesque, opéra-comique en 1 acte, WoO 35 (Paris, Théâtre Feydeau, 3 mars 1804) texte de Jean Armand Charlemagne (1753-1838)
- Fernando ou les Maures, opéra-comique en 3 actes, WoO 36 (Paris, Opéra comique, 11 février 1805) texte de Hoffman et Bussy.

### Autre
- Achève l'allegro final de la Fantasia et Sonata en ut mineur de George Pinto (1785–1806) (Éd. Samuel Wesley) [16]

### Pédagogique
- Méthode de pianoforte, contenant 50 exercices, op. 56 (avant 1810, éd. Offenbach, sans date)

## Œuvres inspirées par d'autres compositeurs
- François-Joseph Dizi, Pas de deux pour flûte et harpe, extrait du ballet Alzire

### Éditions
- Sonates op. 28 - Minkoff 1993.
- Les opéras sont en projet d'édition chez Apollon Verlag en autriche, par le professeur Hermann Dechant.

### Discographie sélective
Piano
- Sonates pour pianoforte, Duos & Trios - Laure Colladant, pianoforte, Catherine Michel, harpe, Laure Balmas, violon & David Simpson, violoncelle (7CD Intégral 221240/7, rééditions des CD Mandala et Accord détaillés ci-dessous)
  - Sonates pour pianoforte op. 6 - Laure Colladant, pianoforte (1993, Accord 465 898-2)
  - Sonates pour pianoforte op. 15, Grande sonate en ut mineur - Laure Colladant, pianoforte (Accord 472 727-2)
  - Sonates pour pianoforte op. 27 & 54 - Laure Colladant, pianoforte (2000, Accord 465 846-2)
  - Sonates pour pianoforte op. 28 - Laure Colladant, pianoforte (nov. 1987, Adda 581036 / Mandala MAN4861)
  - Sonates pour pianoforte op. 33 - Laure Colladant, pianoforte (Mandala MAN4860)
- Sonates op. 25, op. 33 n° 2 & 3, Duo op. 31 - Bonnie Hampton, violoncelle, Nathan Schwartz, et Vladimir Pleshakov, piano (Lanui LAN0019)
- Sonates pour pianoforte op. 25 & 33 - Jon Nakamatsu, piano (2002, Harmonia Mundi HMU 907324)

Chambre
- Duos pour pianoforte et harpe op. 29, 37 & 44 - Catherine Michel, harpe & Laure Colladant, pianoforte (mars 1990, Mandala MAN4862)
- Trios op. 23 - Laure Colladant, pianoforte, Laure Balmas & David Simpson (1996, Mandala MAN4887)
- Quatuors à cordes op. 4 - Authentic Quartet (Hungaroton 32580)
- Quatuors à cordes op. 4 n° 3 & op. 10 n° 1 & 4 - Quatuor Mosaïques, sur des instruments du luthier viennois, Franz Geissenhof (1753–1821) (26-30 septembre 2011, Paladino Music PMR0023) (OCLC 808668204)

Symphonies & Concertos
- Symphonies op. 40 & 41, Duo op. 31 - Pratum Integrum Orchestra (Moscou), dir. Sergei Filchenko, Pavel Serbin, violoncelle & Anna Karpenko pianoforte (mars 2005, Caro Mitis CM 0022005)
- Concertos pour piano n° 1, 5 & 6, ext. n° 4 - Yorck Kronenberg, piano - Orchestre de la Radio SWR de Kaiserslautern, dir. Johannes Moesus (novembre 2006 et mai 2007, CPO 777 374-2)